# Neopomacentrus nemurus
Neopomacentrus nemurus es una especie de peces de la familia Pomacentridae en el orden de los Perciformes.

## Morfología
Los machos pueden llegar alcanzar los 8 cm de longitud total.

## Hábitat
Es un pez de mar.

## Distribución geográfica
Se encuentran en Indonesia, Filipinas, República de Palau, Papúa Nueva Guinea, las Islas Salomón y Vanuatu.